# NGC 3883
NGC 3883 (również PGC 36740 lub UGC 6754) – galaktyka spiralna (Sb), znajdująca się w gwiazdozbiorze Lwa. Odkrył ją William Herschel 13 kwietnia 1785 roku.